# Deux fables de La Fontaine
Deux fables de La Fontaine de Maurice Delage est une œuvre en deux mouvements pour chant et piano ou ensemble instrumental, composée en 1931 et créée le 16 mars 1949 par Anne Laloé et l'orchestre d'André Girard. 
La partition est publiée par les Éditions Durand en 1948 (chant-piano) et 1950 (chant-orchestre). L'œuvre porte parfois le numéro d'op.20, dans le catalogue des œuvres du compositeur.

## Présentation
1. « Le Corbeau et le Renard » — dédié à Marcelle Liebenguth[1],
2. « La Cigale et la Fourmi » — dédié à Nelly Delage, l'épouse du compositeur[2]

L'exécution de l'œuvre dure environ six minutes.

## Composition
Maurice Delage entreprend la composition des Deux fables de La Fontaine en 1931. Il était « difficile de mettre en musique le fabuliste (certains musiciens s'y sont cassé les dents…) », mais le musicologue Jean Gallois considère que l'art de Delage « trouve ici une suprême et délicate décantation ». De fait, « la précision et la métrique variée du discours poétique ne peut que séduire un compositeur épris de concision et de brièveté. À cet égard, les Deux fables de La Fontaine sont, au paysage français, ce qu'étaient les Sept Haï-kaïs à l'esthétique japonaise : une quintessence, voulue, superbement assumée ».

## Création
Les Deux fables de La Fontaine sont présentées en première audition le 16 mars 1949, salle Érard, par Anne Laloé et l'orchestre d'André Girard. L'ensemble instrumental est très réduit : une flûte, un hautbois, deux clarinettes en Si, un basson, un cor en Fa, une trompette en Ut, un piano et un quatuor à cordes.
La partition est publiée par les Éditions Durand en 1948 (chant et piano) et 1950 (chant et ensemble instrumental). L'œuvre porte parfois le numéro d'op.20, dans le catalogue des œuvres du compositeur.

### Monographie
- Philippe Rodriguez, Maurice Delage : La Solitude de l'artisan, Genève, Éditions Papillon, coll. « Mélophiles », 2001, 159 p. (ISBN 2-940310-08-4)